# Lista de séries de banda desenhada

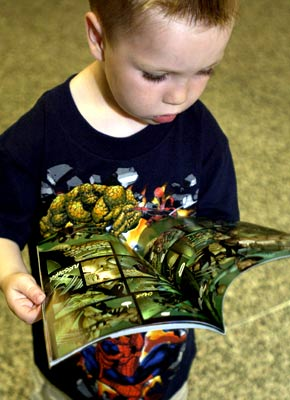
Menino lendo quadrinhos de heróis Marvel

Esta é uma lista de séries da Nona Arte (banda desenhada em Portugal ou história em quadrinhos no Brasil) que ganharam alguma notoriedade, por ordem alfabética:
- Absolutus Empire
- Achille Talon
- Acredite se Quiser
- A Garra Cinzenta
- Akira
- As Aventuras de Tanguy e Laverdure
- Asterix
- Astro Boy
- Batman
- B.C.
- Betty Boop
- Belinda
- Blake e Mortimer
- Bode Orelana
- Brazinha
- Brigada Ônix
- Brucutu
- Buck Rogers
- Cabeças Caninas
- Calvin e Haroldo
- Capitão América
- Capitão Marvel
- Cebolinha
- Cédric
- Chiclete com Banana
- Chico Bento
- Chico Bento Moço
- Combo Rangers
- Corto Maltese
- Dan Cooper
- Dick Tracy
- Dilbert
- Drácula
- Edição Maravilhosa: quadrinizações de romances literários.
- Fantasma
- Ferdinando
- Flash Gordon
- Frandinhos
- Garfield
- Gaston Lagaffe
- Gato Felix
- Geraldinho
- Gompy
- Gon
- Graúna
- Groo, o Errante
- Hagar, o Horrível
- Hellblazer
- Hellboy
- Holy Avenger
- Homem-Aranha
- Humpa-pa
- Incrível Hulk
- Iznogud
- Jim das Selvas
- Joe Cometa
- Krazy Kat
- Ken Parker
- Little Nemo
- Lucky Luke
- Mad
- Mafalda
- Megatokyo
- Malvados
- Mancha-Chuva
- Mandrake
- Marsupilami
- Maxx
- Michel Vaillant
- Mickey
- Modesty Blaise
- Mônica
- Mortadelo e Salaminho
- Mulher Maravilha
- Mutt e Jeff
- Níquel Náusea
- O Analista de Bagé
- O Amigo da Onça
- O Judoka
- O Mago de Id
- O Menino Maluquinho
- Os Sobrinhos do Capitão
- Os Smurfs
- Pafúncio e Marocas
- Papawolf
- Pato Donald
- Peanuts
- Pequeno Vampiro
- Pinduca
- Piratas do Tietê
- Popeye
- Pogo
- Príncipe Valente
- Preacher
- Radical Chic
- Raio-Negro
- Rê Bordosa
- Recruta Zero
- Reco-Reco, Bolão e Azeitona
- Sacarrolha
- Sandman
- Spawn
- Satanésio
- Spirit
- Spirou e Fantásio
- Strikeforce Morituri
- Super-Homem
- Surfista Prateado
- Tarzan
- Tenente Blueberry
- Terry e os Piratas
- Tex
- Thor
- Tintim
- Tónius, o Lusitano
- Turma da Mônica
- Turma da Mônica Jovem
- Turma do Lambe-Lambe
- Turma do Pererê
- Tio Patinhas
- X-Men
- Yellow Kid
- Zagor
- Zé Carioca
- Zé Colméia
- Zorro